# Таунгвуррунг
Таунгвуррунг (Daungwurrung, Daung Wurrung, Dhagung-wurrung, Taungurong, Taungurung, Thagawurung) - мёртвый коренной язык, на котором раньше говорил народ таунгуронг, принадлежащий к группе племён кулин, проживающий на территории бассейнов рек Броукен, Кампаспе, Колибан, Коулбун и Телатите на северо-востоке штата Виктория в Австралии.
Программа по воскрешению языка существует с 2004 года. Также используется латинское письмо, которое в процессе развития.